# F1인스쿨
F1인스쿨(F1 in Schools)은 11~18세의 학생들이 참가하는 국제 대회로서, 3~6명의 학생들이 한 팀을 이뤄 캐드/캠 디자인 프로그램을 이용하여 모형 “자동차”를 디자인하고 발사나무를 이용하여 제작하게 된다. CAD/CAM 에 대한 자세한 내용은 CAD/CAM에 참조하세요. 자동차는 CO2 카트리지에 의해 구동되며 얇은 철사 줄로 트랙에서 벗어나지 않게 고정된다. 자동차는 출발선에서 결승선을 통과할 때까지의 시간을 컴퓨터로 측정하게 된다. 자동차는 반드시 지정된 규정을 지켜야 한다. (예를 들면, 자동차의 바퀴는 항상 트랙에 닿아있어야 한다)
 두 대의 자동차가 2개의 차선이 있는 24미터의 트랙에서 동시에 경주하게 된다.
F1 가상 바람 터널 (VWT; virtual Wind Tunnel) 은 이 대회를 위해 특별히 설계된 소프트웨어다. F1 VWT는 컴퓨터 유동 역학 Computational Fluid Dynamics (CFD) 을 이용하여 “자동차”에 가해지는 공기저항의 시뮬레이션을 보여준다. 이름과는 다르게, 이 대회 형식은 포뮬러 원 보다는 드래그 레이싱 (drag racing) 에 더 가까운 모습을 보여준다.
이 대회는 26개의 국가에서 주최된다. 첫 대회는 1999년 영국에서 소개되었다. 대회 목적은 젊은 세대에게 공학기술을 보다 흥미롭게 소개하겠다는 의도로 시작되었으며 현재까지도 유지되고 있다. 대회는 매년 각 지역별, 국가별 결승전으로 개최된다. 경쟁은 지역 및 전국 결승으로 매년 개최된다. 전국 결승전의 승자는 국제 결승전에서 경쟁하게 된다. 경쟁은 두 종목으로 나뉜다; D-type 과 R-type. 또한 나이에 따라서 나뉜다. D-type 11-14, D-type 14-16, R-type 14-16과 R-type 16-18. 둘 사이의 주요 차이점은 R-타입 카테고리 것은 D-타입 않는 반면, 스포일러 및 부품의 사용은 본체에 추가할 수 있다.현재 (2011년 9월 21일), F1 in School 국제결승전 우승팀은 오스트레일리아의 Tasmania 섬 북부의 도시인 란쎄스톤에 위치한 Brooks 고등학교의 PentaGliders 팀이다. 2007년 우승팀인 Fuga는 1.020 초의 세계 기록을 세웠다. 그러나 세계기록은 일 년에 한번 열리는 국제대회의 기록만 간주하며 국가별 기록은 고려되지 않는다.

## 경쟁의 측면

컴퓨터로 출발신호가 입력되면 CO2canister에 구멍을 뚫으며 자동차를 발사시키게 된다. 이 방식은 자동차의 공정한 경주와 정확한 시간 측정을 가능하게 한다.

반응시간테스트에서 일련의 불빛들이 어제 자동차가 출발해야 하는지를 지시하게 된다. 처음 세계의 오렌지 불빛은 연속적이나 일정치 않은 시간 간격으로 점등된다. 만약 오렌지 불빛이 점등하고 있을 때 자동차가 출발하게 되면 부정출발 (오른쪽 그림 참조) 로 간주된다. 초록 불빛이 점등하면 가능한 빠르게 자동차를 출발시켜야 한다. (왼쪽 그림 참조).

### 규칙과 규정
대부분의 규칙과 규정들은 발사나무로 제작된 “자동차”가 갖추어야 할 크기와 무게에 관련된 것들이다. 무게, 길이, 트랙에서 실린더까지의 높이, 그리고 바퀴 크기를 지정하고 있다. 또한 팀 인원에 대한 규정도 있는데, 최소 3명에서 최대 6명으로 팀원을 구성하도록 지정한다.
경주용 자동차는 여분으로 한대를 더 준비하는 것을 권고하지만 필수요소는 아니다. 경주시작 전에 각 자동차의 규격을 철저히 측정하며, 만약 규정에 어긋나는 부분이 발견되면 경주에 참여할 수 없게 된다.
2010-2011의 대회규정은 이 링크를 참조하면 된다.

### 경주와 심사
F1 in Schools의 결승전은 다음 세가지로 평가된다.: 경주, 심사, 그리고 각 팀의 프리젠테이션. 각 팀은 각각 다른 시간대를 배정받는다.
경주에서는 두 팀이 같이 경주하게 되지만, 토너먼트 형식은 아니며 각 팀은 각각 세 번의 시도 중 가장 좋은 기록을 선정하게 된다. (1초의 1/1000까지 측정)". 가장 짧은 시간의 기록을 취득한 팀이 가장 고득점을 갖게 된다. 예선전도 있으며, 여기서는 자동차의 발진은 자동이 아닌 팀원에 의해 이뤄진다. 세 번의 경주에서 가장 좋은 기록을 남기게 된다. 시간측정은 타이머시작 순간부터 자동차가 결승선에 도달할 때까지의 시간을 측정한다. 타이머는 임의로 시작하게 되지만, 시작되기 전에 일련의 경고 등이 들어와서 팀원을 준비하게 한다. 만약 한 팀이 자동차를 너무 일찍 출발시키면, 부정출발로 간주하여 발진의 기회를 박탈받게 된다.
심사과정에서, 각 팀은 할당 받은 장소에서 준비한 포트폴리오를 평가받게 된다. 각팀은 디자인, 마케팅, 그리고 자동차 제작 부문을 평가받게 된다.
각 팀은 심사위원들에게 프리젠테이션을 하게 되고, 이 과정도 평가받게 된다. 각 팀은 지역대회에서 5분, 국가결승전에서 10의 프리젠테이션 시간을 배정받는다.
각 점수들이 합산되어 팀 순위가 결정된다. 우승자는 다음 결승전, 즉 국제결승전에 참가할 자격이 주어지며 F1 in school 최종 우승자가 배출되게 된다. 우승팀 선정은 대회 마지막 부분에서 결정되게 되며, 차점자에게 주어지는 상도 있다.
사우스 아프리카의 Stellenbosch High School의 Tanza Knight 팀은 Best Sponsorship (최고 재정협찬상) 과 마케팅상을 수상했으며, 캐나다의 Wobum C.I. school 의 C2 팀은 최고 신인상 (Best Newcomer)을, 그리고 미국의 연합팀인 Lochegelly 고등학교와 Scotland and East Cobb 중학교에게는 협업 팀 트로피 (Collaborative Team Trophy) 가 수여되었다.

## 학생 포트폴리오
팀들은 연구와 디자인을 포함하는 포트폴리오를 만든다.

## 광고
아이디어를 홍보하는 로고뿐만 아니라, 유니폼과 다른 물건들을 만들어서 심사 위원의 패널에 보여주어야 한다

## 현재 참여 국가
학교에서 F1은 국제적으로 공인된 대회이다.
| Australia    | Austria                  | Bahrain              | Brunei       | Canada   |
| China        | Czech Republic           | England              | France       | Germany  |
| Hong Kong    | Ireland                  | Korea                | Kuwait       | Malaysia |
| Nigeria      | Northern Ireland         | Oman                 | Portugal     | Qatar    |
| Saudi Arabia | Scotland                 | Singapore            | South Africa | Spain    |
| Thailand     | United States of America | United Arab Emirates | Wales        | Greece   |

## 파트너
많은 기업, 교육 및 전문 기관들이 F1 in Schools 도전을 후원한다.
| Arkom Limited                              | Autosport International                | Avon Vale Training     | BAE Systems                             |
| Becta                                      |                                        |                        |                                         |
| Carter                                     | CBI                                    | City University London | Concentration Heat And Momentum Limited |
| Corus                                      | Dassault Systèmes                      | DATA                   | Denford Limited                         |
| EEF                                        | EMAP education                         | ETB                    | FG Wilson                               |
| Headstart                                  | IMechE                                 | Jaguar Cars            | Mr C's CO2 Racing Resources             |
| Natec                                      | O2                                     | Pitsco                 | SEMTA                                   |
| SETNET                                     | Specialist Schools and Academies Trust | TEP                    | The Industrial Trust                    |
| The Manufacturing Technologies Association | Royal Academy of Engineering           | UGS                    | YINI                                    |
| Make Your Mark                             | Silverstone Circuit                    |                        |                                         |

## 수상자
지역결승전에서는 연령별로 11-14, 14-16, 그리고 16-18으로 분류하여 우승자를 확정하며, 각 분류마다 3개의 수상이 이뤄진다. 이 대회의 우승팀은 다음 단계의 결승전인 국가 결승전을 출전할 수 있으며, 여기서 우승한 팀은 다시 국제 결승전에 진출하게 된다. 국제결승전 F1 in school의 챔피언으로 불리는 우승팀과 두 팀의 차점자를 선정하게 된다. 여기엔 최종 우승자만 표기하였으나, 각 시즌 별 전체 결과는 F1 in Schools website에서 확인 가능하다.

### 2001–2002
전국 결승전 - 런던, 영국
- 1위 - Archbishop Temple School, England (14-16 Team).
- 2위 - George Abbot School, England (16-18 Team).
- 3위 - South Holderness School, England (14-16 Team).

### 2002–2003
전국 결승전 - 런던, 영국
- 1위 - Ramsey Abbey High School (16-18 Team).
- 2위 - St Joseph's College (16-18 Team).
- 3위 - Archbishop Temple School (14-16 Team).

### 2003–2004
국제 결승전 - 코번트리, 영국
(최초 국제 결승전.)
- 1위 - Team Turbo, Bloomsburg Highschool, USA.
- 2위 - Team Flash, St Alban's College, South Africa.
- 3위 - Team Thunder Down Under, Collaboration between Cheltenham Girls High and Noosa District State High School, Australia.

### 2005 - 2006
국제 결승전 - 버밍엄, 영국
- 1위 - Team Stingers, Trinity Grammar School, Australia.
- 2위 - Team Flash, St Alban's College, South Africa.
- 3위 - Team Turbo, Bloomsburg Highschool, USA.

### 2006 - 2007
국제 결승전 - 멜버른, 호주.
- 1위 - Team FUGA, Coleraine Academical Institution, Northern Ireland.
- 2위 - Team Lighting, Blairgowrie High School, Scotland.
- 3위 - Team Mercurial Ace, SMK Convent Bukit Nanas, Malaysia.

### 2007 - 2008
국제 결승전 - 쿠알라룸푸르, 말레이시아
- 1위 - Pulse - Devonport High School for Boys, Plymouth
- 2위 - Goshawk - Trinity Christian School, ACT, Australia
- 3위 - Impulse F1 - Barker College, NSW Australia

### 2008 - 2009
국제 결승전 - 런던, 영국
- 1위 - The Koni Kats - St. David’s Secondary School, Greystones, County Wicklow
- 2위 - Redline Racing - Trinity Christian School, ACT, Australia
- 3위 - AC Racing - (Collaboration Team), Australia and Canada

### 2009 - 2010
국제 결승전 - 싱가포르
1위 - Unitus Racing - USA - Southeast High School (Florida) and James Madison Middle School (Amanda Clark, Mark Nanney, Tony Griffin II, Brandon Miranda, Yatrik Solanki, Niemann Pest)
2위 - Zer0.9 - Australia/UAE - The Indian High School, Dubai and Pine Rivers State High School (Vivian Anthony Britto, Sidhant Shetty, Prateek Mahindra, Josh McClennan, Alysha Limmer, Gregory Mills)
3위 - Aixtreme Racing - Germany Einhard-Gymnasium Aachen (North Rhine-Westphalia) (Niklas Bünning, Clemens Cremer, Niklas Hönmann, Leonard Tusch)

### 2010 - 2011
국제 결승전 - 19 September 2011 - 21 September 2011, Double Tree by Hilton, 쿠알라룸푸르, 말레이시아
1위 - PentaGliders - Australia - Brooks High School (Launceston, Tasmania) (Jack Ball, Nathan Clark, Tristan McCarthy, Amy Winter)
2위 - BETAGREEN - Germany - Gymnasium Grootmoor (Hamburg) (Team: Niklas Hagenow, Fabian Bode, Arved Bruns, Johannes Rohwer)